# Каше, Зигфрид
Зи́гфрид Ка́ше (нем. Siegfried Kasche), полное имя: Зигфрид Карл Виктор Йоханнес Каше (18 июня 1903, Штраусберг, провинция Бранденбург, Германская империя — 19 июня 1947, Загреб, Югославия) — немецкий дипломат, посол Германии в Независимом государстве Хорватия, один из высших руководителей СА, обергруппенфюрер СА (9 ноября 1936 года), почетный обергруппенфюрер СС.

## Учёба и начало политической деятельности
После обучения в гимназии в Потсдаме (Viktoria-Gymnasium) учился в кадетских корпусах в Потсдаме и Лихтерфельде. После роспуска училища в октябре 1918 года принимал участие в деятельности добровольческих корпусов в Берлине и в Прибалтике, прапорщик. В 1920—1921 годах работал в трудовой общине в Померании. Затем работал в сельском хозяйстве, банковской сфере, стекольной и текстильной промышленности, постоянно занимался политической деятельностью и был членом военных союзов.

## Карьера в СА
В 1925 году Каше вступил в СА, 9 января 1926 года — в НСДАП. С 1928 по 1931 год был заместителем гауляйтера Остмарка Вильгельма Кубе. В сентябре 1930 года он был избран депутатом Рейхстага от Франкфурта-на-Одере. В 1931—1932 годах был командующим унтергруппой СА. С 1932 года — группенфюрер СА, командующий группой СА «Остмарк». Во время «Ночи длинных ножей» 30 июня 1934 года Каше, как и многие другие руководители СА, попал в расстрельные списки, но благодаря Герингу избежал расстрела, хотя и был брошен в концлагерь, а через месяц он уже опять оказался при должности и чине. В 1934—1936 годах занимал пост фюрера СА-Обергруппы III, в 1936—1941 годах был уполномоченным СА по вопросам создания новых поселений и вопросов народности (Beauftragter der SA für Neubauernsiedlung und Volkstumsfragen). Помимо этого в декабре 1936 года Каше стал рейхсоратором НСДАП (Reichsredner), получил ранг «уполномоченного по национал-социалистическим турнирам». В ноябре 1937 года Каше был назначен руководителем группы СА «Ганза».

## Посол Германии в Хорватии
С 20 апреля 1941 года и до конца войны в мае 1945 года Каше был посланником I класса в Независимом государстве Хорватия и представителем рейхсминистра иностранных дел Германии Иоахима фон Риббентропа в Загребе. Причиной назначения руководителя СА посланником было стремление Риббентропа заменить профессиональных дипломатов старой школы, а также ограничить растущее влияние Генриха Гиммлера на внешнюю политику в Восточной и Юго-Восточной Европе. По тем же причинам Риббентроп назначил Адольфа Беккерле в Софию, Дитриха фон Ягова в Будапешт, Манфреда фон Киллингера в Братиславу и Бухарест, а также Ганса Людина в Братиславу. В 1943—1945 Зигфрид Каше стал именоваться чрезвычайным и полномочным министром в Хорватии (Außerordentlicher und Bevollmächtigter Minister in Kroatien). На своём посту Каше являлся проводником политики Гитлера в Югославии, активно поддерживал фашистский режим усташей Анте Павелича, принимал участие в массовых депортациях и убийствах сербов, цыган и евреев в Хорватии.

## Несостоявшийся рейхскомиссар Московии
После нападения Германии на СССР гитлеровским руководством было решено разделить территорию СССР на рейхскомиссариаты — систему организации оккупационного режима на захваченных территориях. Они должны были находиться в непосредственном подчинении создаваемого Имперского министерства оккупированных восточных территорий во главе с Альфредом Розенбергом. Накануне учреждения министерства (17 июля 1941 года) на совещании 16 июля 1941 года А. Гитлером, А. Розенбергом и Г. Герингом обсуждались кандидатуры на посты рейхскомиссаров, в том числе и рейхскомиссара Московии. А. Розенберг выступал за кандидатуру гауляйтера Восточной Пруссии Эриха Коха, но Г. Геринг был против. Решающим было мнение Гитлера назначить рейхскомиссаром Московии Зигфрида Каше. Рейхскомиссариат Московия с центром в Москау должен был включать территорию Центральной России до Урала на востоке и Архангельска на севере. В результате неблагоприятного хода военных действий Германии не удалось захватить эти территории, а Каше так и не довелось приступить к исполнению обязанностей рейхскомиссара.

## Арест, суд и казнь
После войны Зигфрид Каше был арестован союзниками и впоследствии передан властям Югославии. В мае 1947 года он предстал перед Верховным народным судом республики Хорватия. За участие в депортациях и массовых убийствах на территории Югославии 7 июня 1947 года был приговорён к смертной казни через повешение. Приговор был приведён в исполнение 19 июня 1947 года через день после его 44-го дня рождения.